# Roux (Bélgica)
Roux (en valón: El Rou-dlé-Tchålerwè, localmente Au Roû) es un barrio de la ciudad de Charleroi, provincia de Henao, dentro de la Región Valona, en Bélgica.
Fue una aldea de Jumet hasta 1818, cuando se convirtió en una comuna, continuando con ese estatus hasta la fusión de las comunas de 1977. Está atravesada por el río Sambre.
A menudo se cree, incorrectamente, que la estación de formación de convoyes de trenes que en realidad se encuentra sobre el barrio de Monceau-sur-Sambre pertenece a Roux.
Desde hace algunos años, un comité de defensa del Martinet —antigua mina de carbón— lucha por salvar el medio ambiente, tras haber retomado sus derechos sobre el lugar.
Además, Roux posee dos explotaciones agrícolas —una de las cuales es un tambo—, un centro deportivo comunal, campos de fútbol, entre otras actividades. Tenía también un centro de artes marciales para la formación permanente y privada de agentes de seguridad, pero este centro se ha mudado y afiliado a una federación bruselense: la B.A.B.F.

## Etimología
La palabra Roux proviene de Rodo, cuyo significado es «desmonte».

## Historia

### Tiroteo en Roux de 1886
Al finalizar el invierno 1885-1886 tuvo lugar en Lieja la primera gran manifestación de enojo popular en la Región Valona. Motines e incendios de fábricas desembocaron en tiroteos, particularmente en la vidriería Bougard en Roux, donde el 26 y 27 de marzo, murieron doce manifestantes y decenas fueron heridos.
Hacía décadas que la legislación de la época mantenía al pueblo en un atraso social grave, incluso sórdido, a pesar del progreso considerable de los medios de producción y del crecimiento de la riqueza del país. Interminables jornadas de trabajo (de 5 de la mañana a 7 de la tarde, en verano), el amontonamiento y la promiscuidad en los alojamientos de las regiones industriales, la explotación de las mujeres y los niños sacrificados por un poco más de dinero, una alimentación mediocre, una vida familiar casi asimilada a la vida animal, el alcoholismo devastador, una instrucción elemental casi imposible de enseñar, numerosos niños abandonados, etc.
Después de estos sangrientos motines de marzo de 1886, una legislación social vio la luz algunos meses más tarde: fue el discurso del Trono que se publicó en el Monitor belga del 9 de noviembre de 1886:

«La situación de las clases laboriosas es altamente digna de interés y será deber de la legislatura buscar con mayor énfasis mejorarla. Es justo que la ley proteja especialmente al débil y al desdichado. Conviene en particular favorecer la libre formación de grupos profesionales, establecer entre los responsables de industrias y los obreros lazos nuevos bajo la forma de consejos de arbitraje y conciliación, reglamentar el trabajo de las mujeres y de los niños, reprimir los abusos que se producen en el pago de los salarios, facilitar la construcción de habitaciones obreras adecuadas, ayudar al desarrollo de instituciones de previsión, socorros, seguros y pensiones y buscar combatir los estragos de la ignorancia y la embriaguez.»
Discurso del Trono de 1886.

Concretamente, la legislación social arrancó: estableció el depósito del total del salario en moneda legal y no en especie, la limitación estricta del trabajo de la mujer y de los niños, el establecimiento de reglamentos de taller que especifique todas las modalidades de trabajo, la elaboración de convenciones colectivas aplicables a todas las empresas del mismo sector, la indemnización de los accidentes de trabajo, el descanso dominical. Y en 1893, el sufragio universal (masculino) sustituyó al régimen censatario.

### ¿Nació Valonia de la huelga?
Este fue el título de un coloquio desarrollado en Lieja en 1986, exactamente cien años después de la huelga general de 1896 que Mateo Alaluf analiza en perspectiva. Se considera que de 1886 a 1961, Valonia fue afectada por varias huelgas generales significativas: en 1886, 1893(por el sufragio universal), 1902, 1913, 1932, 1936, 1950 (contra Leopoldo III) y 1960-1961 (movimiento en contra de un programa de austeridad que desembocó en la reivindicación autonomista).

## Demografía
La siguiente tabla detalla la evolución de la población:
| 1846  | 1900  | 1947  | 1977  | 2001  |
| ----- | ----- | ----- | ----- | ----- |
| 3.109 | 9.493 | 9.591 | 9.975 | 9.044 |